# GAC GS5
GAC GS5 (укр. ГАК ДжиЕс 5) ― компактний кросовер, що виробляється компанією GAC з 2011 року. 

## Перше покоління

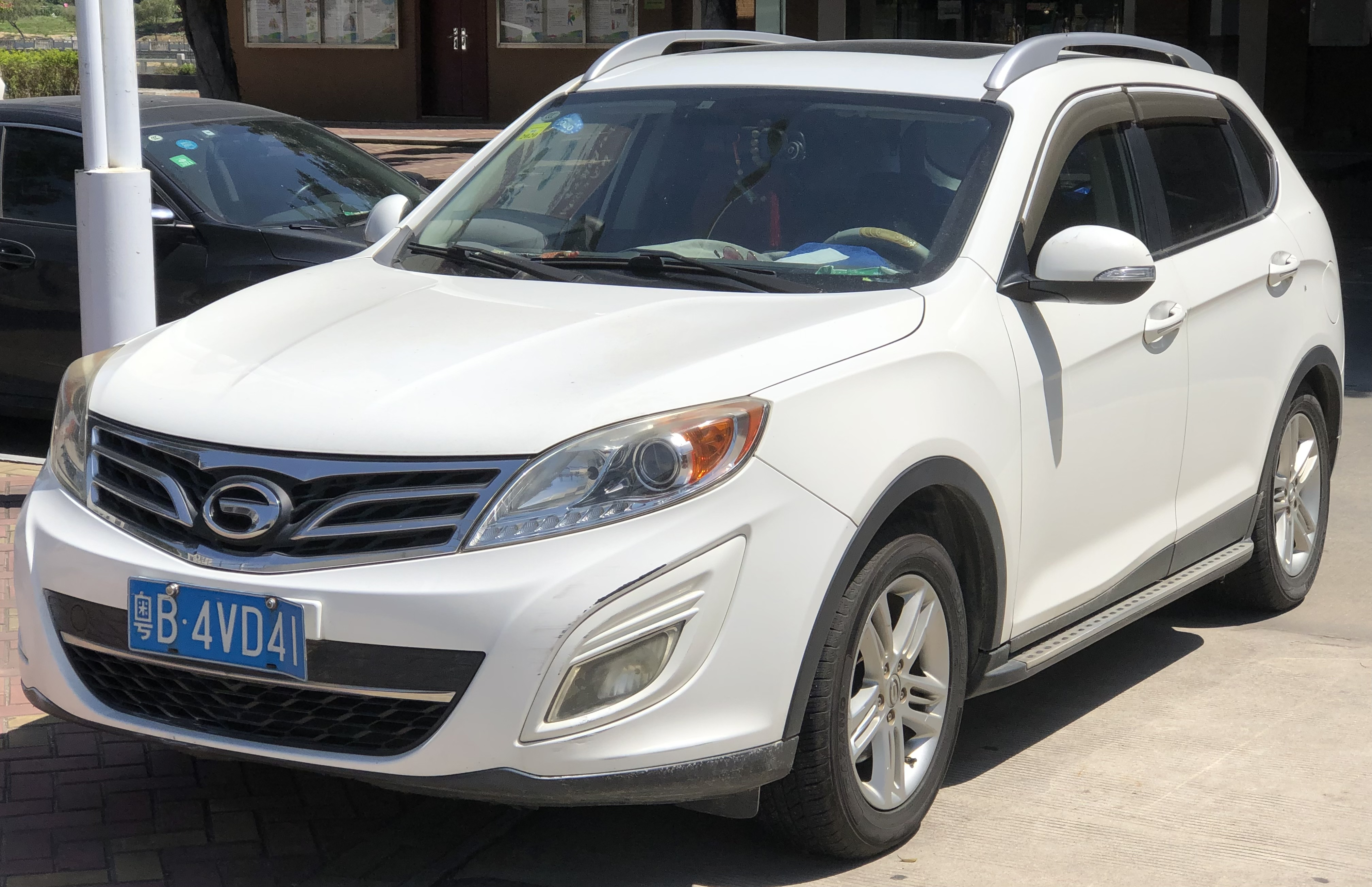
GAC GS5 I

Перше покоління GS5 було представлено на автосалоні в Гуанчжоу 2011 року. Продажі почалися в квітні 2012 року. 
GS5 першого покоління побудований на платформі від Alfa Romeo 166.
GS5 оснащувався 2,0-літровим двигуном потужністю 150 к.с. (112 кВт) і 183 Н⋅м, який поєднувався з 5-ступінчастою механічною коробкою передач або 5-ступінчастою автоматичною коробкою передач. 1,8-літровий турбодвигун і 2,4-літровий двигун були доступні пізніше. 

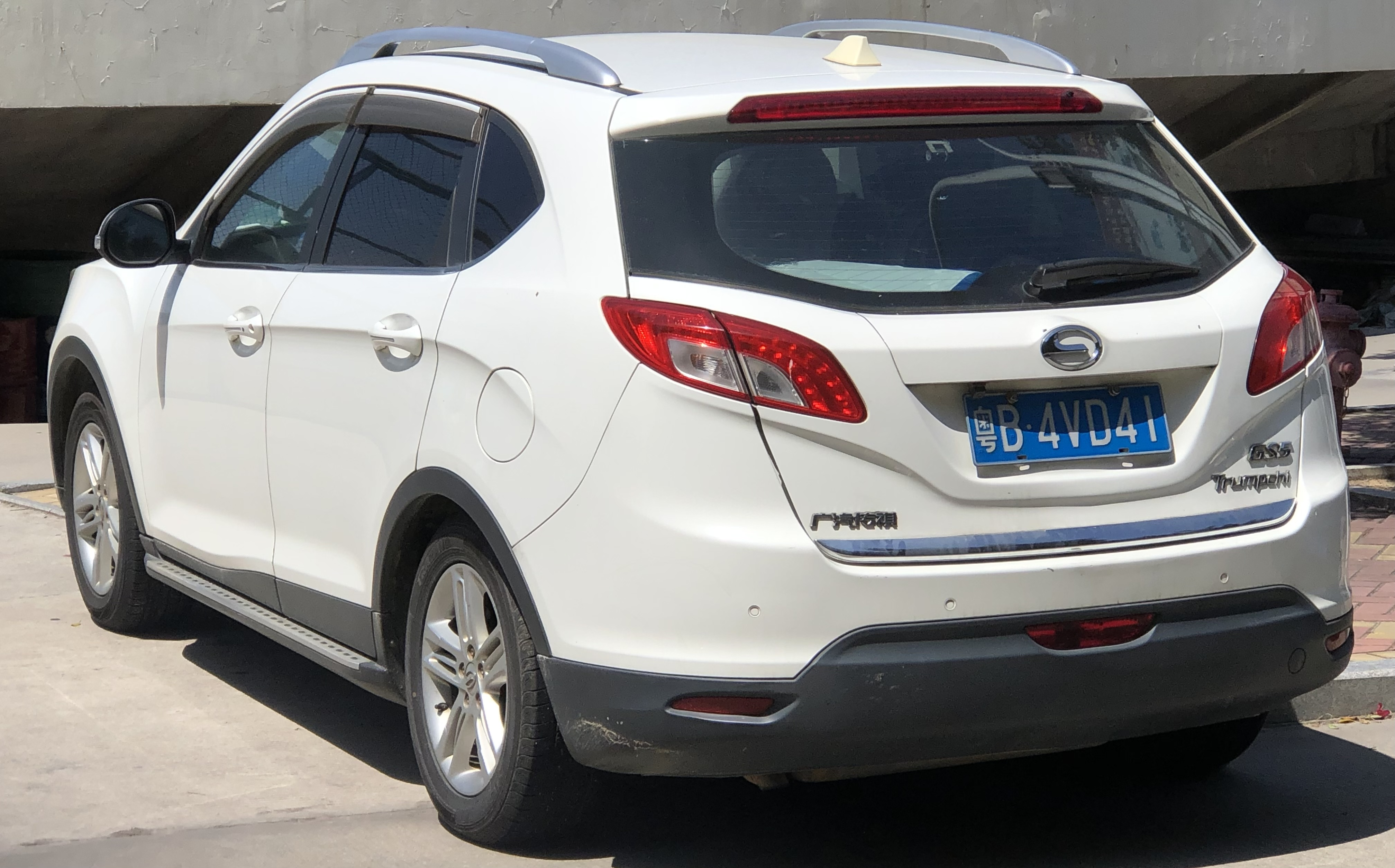

### GS5S
У 2014 році був представлений рестайлінг під назвою GS5S або GS5 Super. 

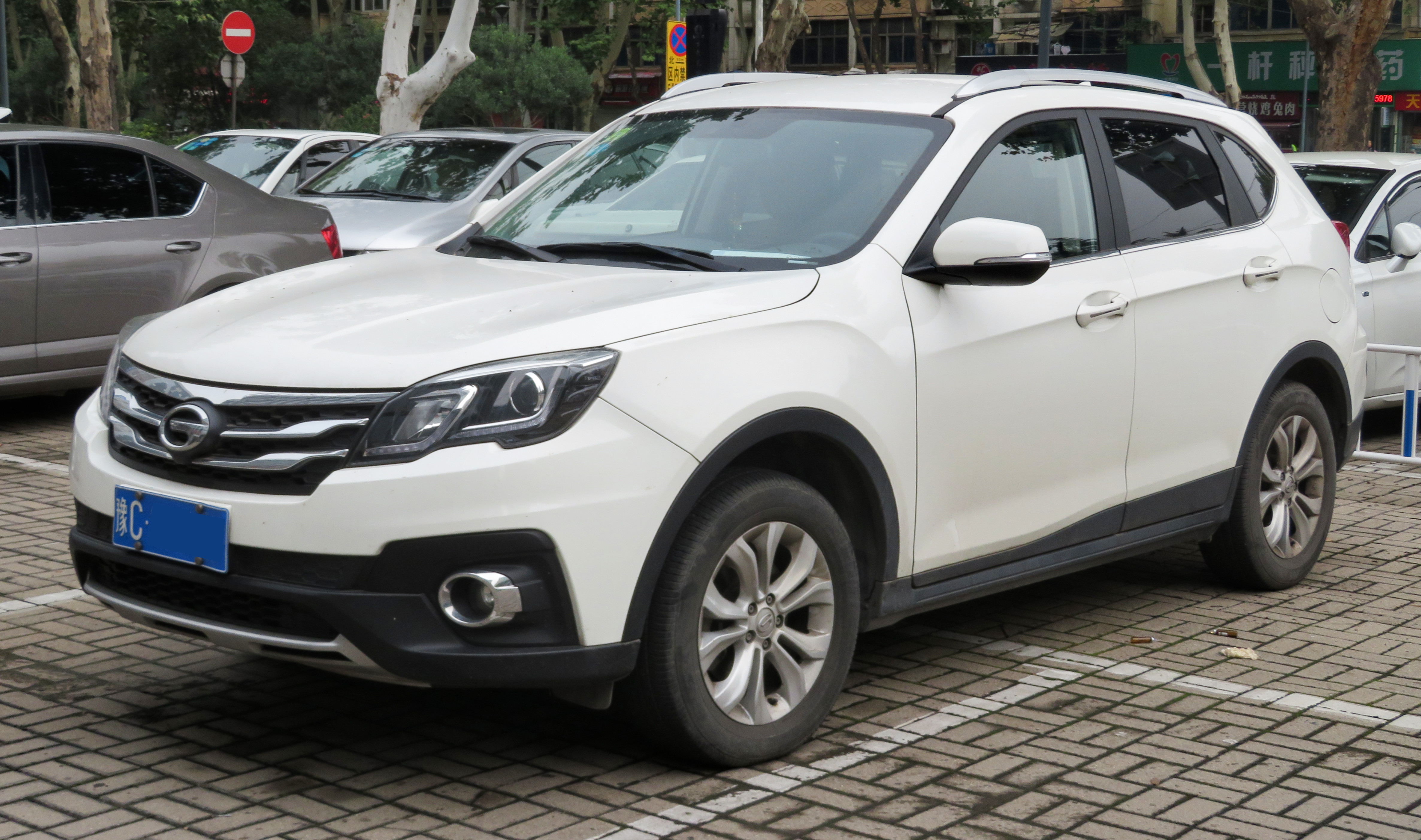
GS5S
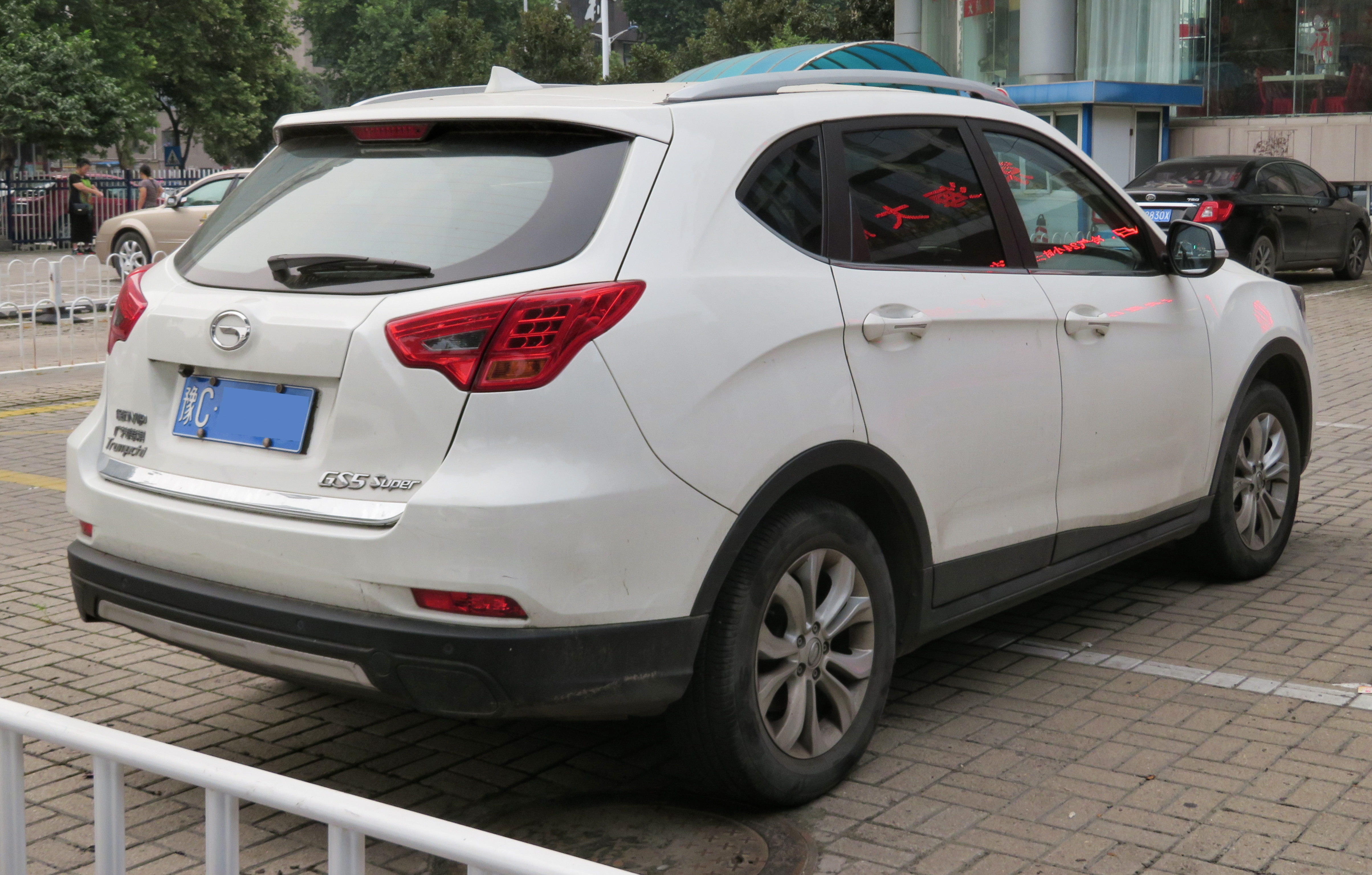

## Друге покоління

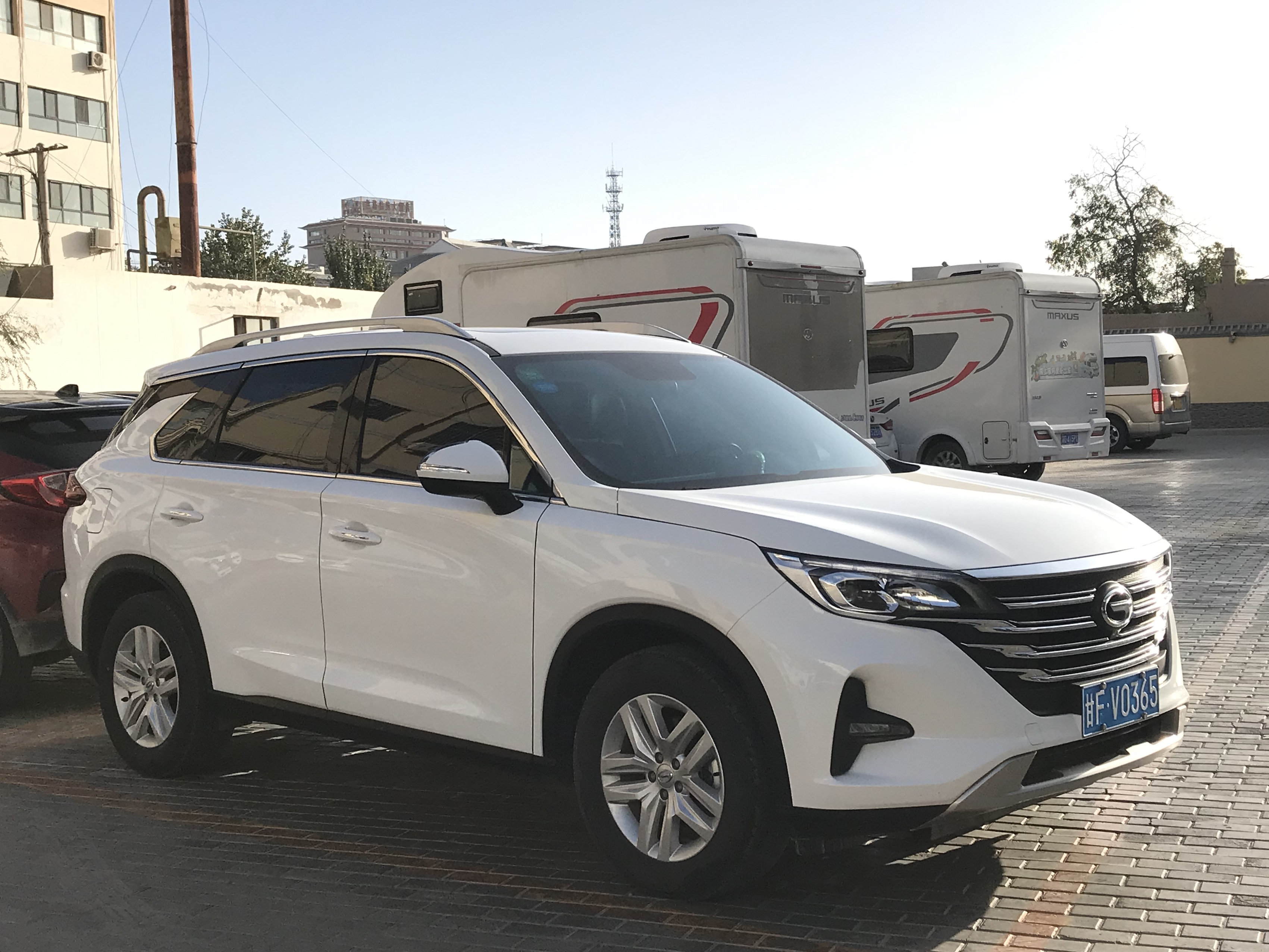
GAC GS5 II

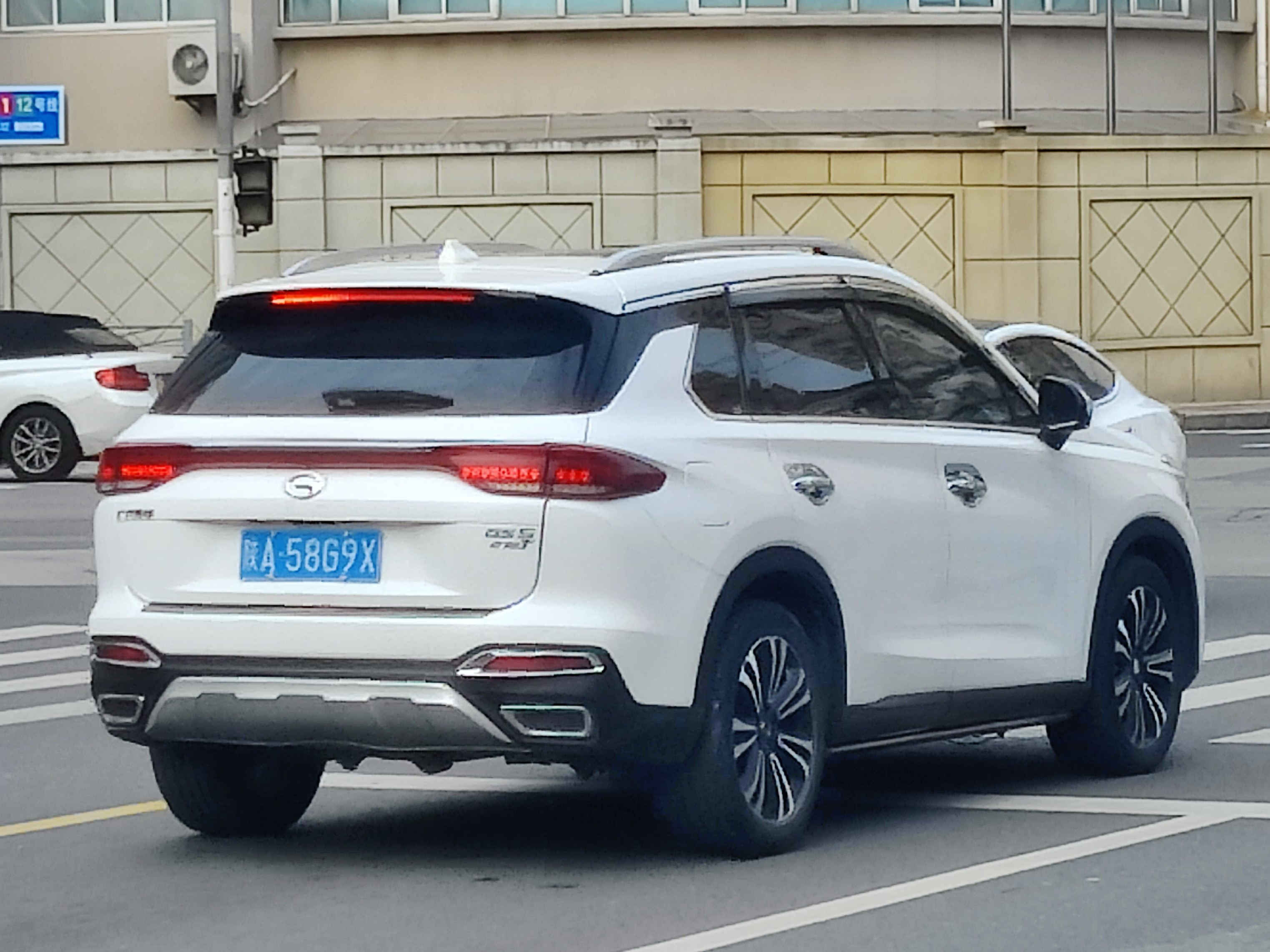
GAC GS5 II

Друге покоління GS5 було представлено на Паризькому автосалоні 2018 року за ціною від 120 000 до 175 000 юанів. 
GS5 другого покоління оснащено 1,5-літровим чотирьохциліндровим двигуном з турбонаддувом, який видає максимальну потужність 124 кВт (169 к.с.) при 5000 об/хв і 265 Н⋅м крутного моменту при 4000 об/хв.  Двигун споживає близько 7,1 л/100 км. Коробка передач - шестиступінчаста автоматична трансмісія. 

### GS4 Plus
Після рестайлінгу 2021 року GS5 перейменовано в GS4 Plus зі зміненими передньою та задньою частинами.

Trumpchi GS4 Plus оснащений 2,0-літровим турбованим двигуном під кодовою назвою 4B20J1, що розвиває максимальну потужність 185 кВт (252 к.с.) і 390 Н⋅м у поєднанні з 6-ступінчастою автоматичною коробкою передач.

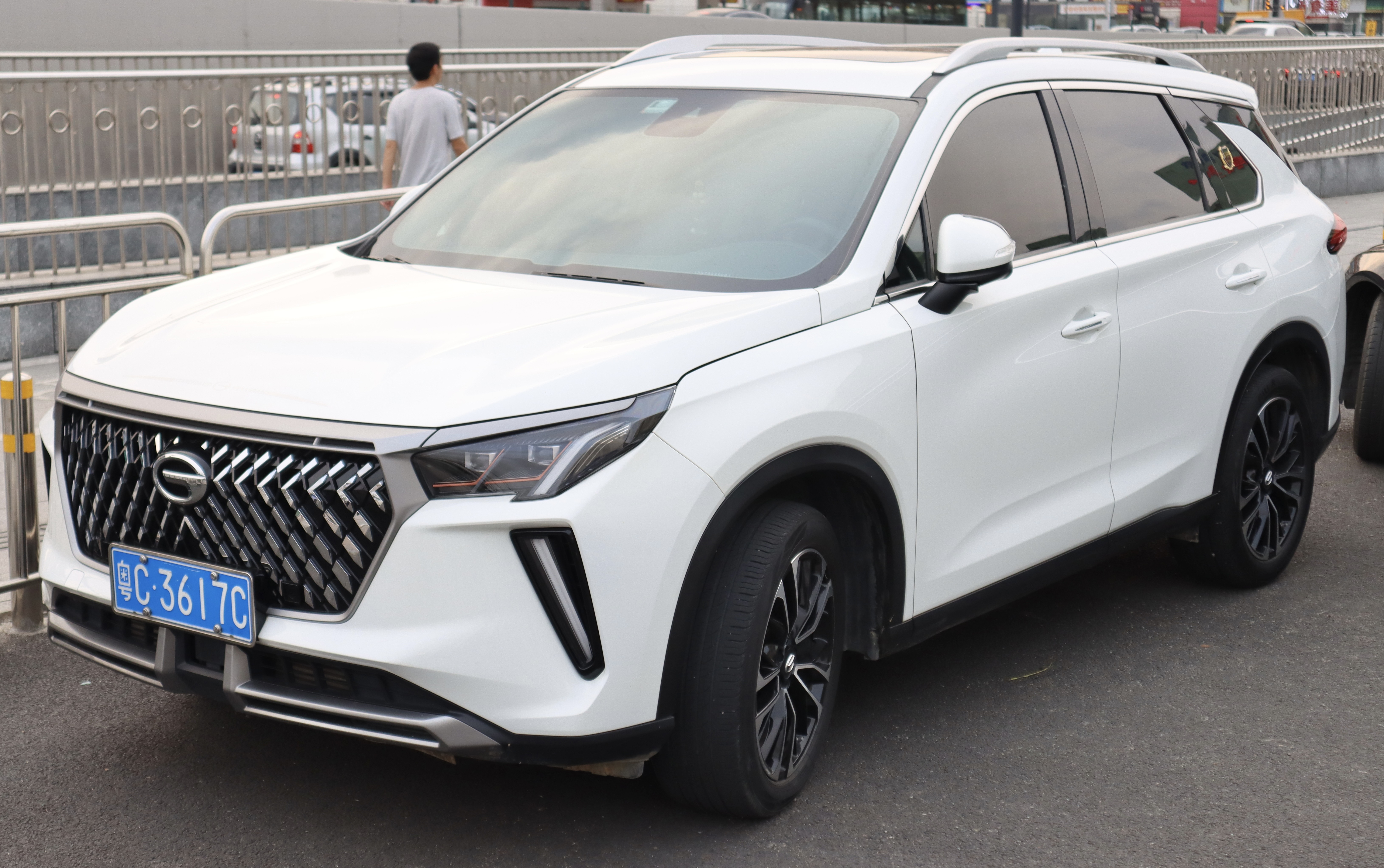
GS4 Plus
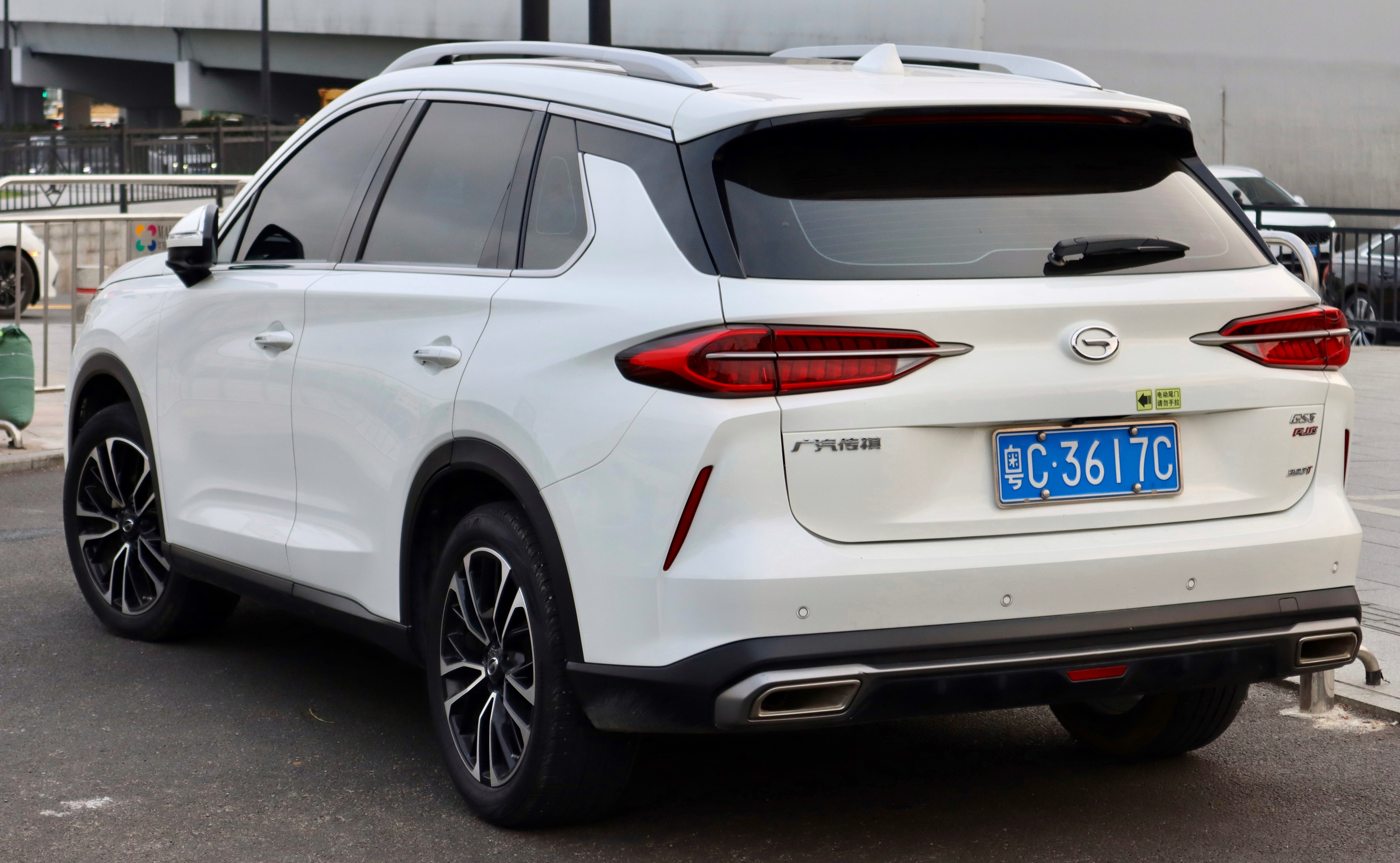

### Dodge Journey
GS5 продається у Мексиці під назвою Dodge Journey та був представлений 27 вересня 2021 року.

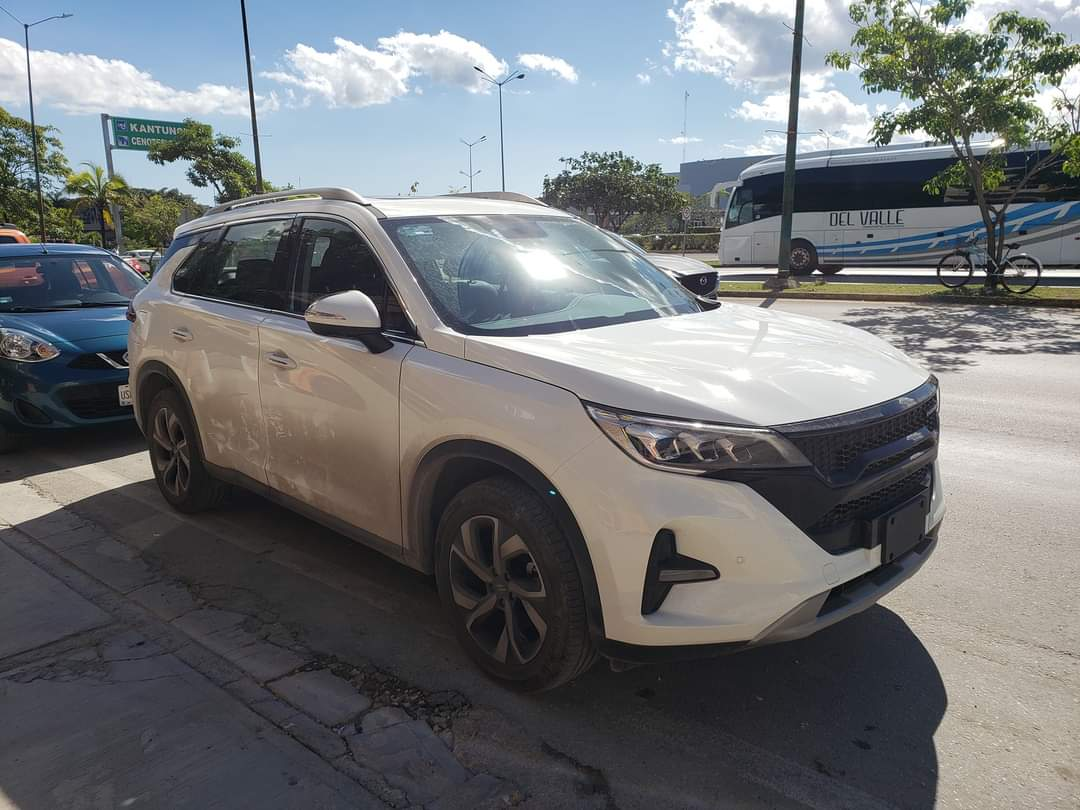
Dodge Journey
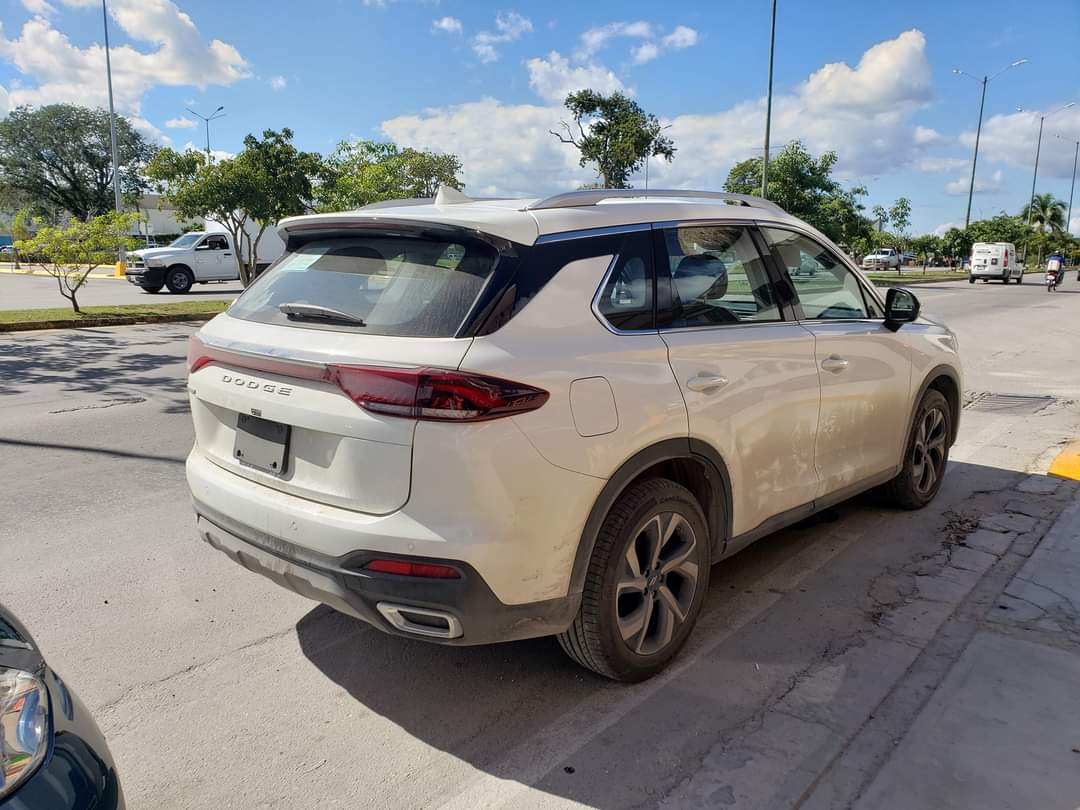